# 大猫
大猫（おおねこ）は、日本各地の何箇所かに伝わる巨大な猫の怪異である。代表的なものとして「麻布の大猫」などといった名で知られる江戸笄町の大猫がいるほか、同じ江戸市中の大崎袖ヶ崎、紀伊国（現在の和歌山県および三重県南部）、越後国（現在の新潟県の本州地域）などに、それぞれ個別の大猫の記録がある。

## 江戸笄町の大猫
現在では「江戸麻布の大猫（えどあざぶのおおねこ）」「麻布の大猫」「麻布の大猫伝説」などといった名で知られている、江戸笄町の大猫怪異譚である。なお、江戸時代当時も「麻布」という地名は「麻布村」「麻布三軒家町」などという名で存在したが、大猫がいたという場所の地名は「笄町（こうがいちょう）」で、今は「元麻布」と呼ばれている当時の麻布村などとは違う。従って、「江戸麻布の～」「麻布の～」では、近場とは言え見当外れな場所を指して「大猫」がいたとする名称になってしまう。つまり、現在名称は当時を伝えていないわけであるが、この名しか通用していない以上、用いないわけにはいかない。しかし時代考証を踏まえるなら、「江戸笄町の大猫」もしくは「笄町の大猫」という呼び名がふさわしく、これを論拠として、本項のセクション名に限って「江戸笄町の大猫」を用いる。
係る大猫の怪異譚は、武蔵国荏原郡笄町（江戸市中の笄町。明治2年〈1869年〉以降の東京府麻布区麻布笄町、現在の東京都港区南青山6・7丁目～西麻布2・4丁目）界隈での出来事として、今は西麻布（東京都港区西麻布）と呼ばれる地域で刊行された瓦版に記されている。時期は不明ながら、江戸時代前期の瓦版はほとんど現存せず、中期のものも少ないのであるから、後期と見るのが妥当であろう。
怪異譚

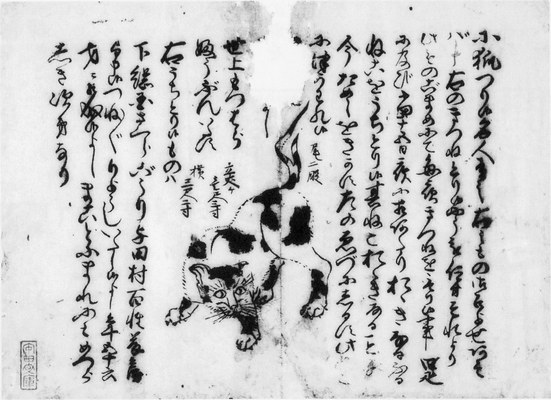
笄町の大猫を報じた瓦版

この地にあったとある江戸下屋敷に、ご隠居付きの盲目の鍼医がいたが、治療の帰りに消息を絶った。多くの人々が鍼医を捜したものの、行方は杳として知れなかった。しかし幾日かのち、鍼医は畑の肥壺で発見され、介抱の末に正気を取り戻した。これを聞いた下屋敷の人々は、狐（妖狐）に化かされたのに違いないと考え、狐退治に乗り出した。あちこちから集められた狐釣の名人達が狐を捕らえようと夜ごと挑んだ結果、5匹目にしてようやく、名人で百姓の一人がそやつを捕らえた。ところが、捕らえてみたらばそやつは狐などではなく全身斑まだら模様の猫であった。猫は猫でも、立丈 壱尺三寸（立った姿勢の時の体高 約39.4cm）・横 三尺二寸（自然な姿勢の時の長さ〈※全長か頭胴長かは不明〉約97.0cm）という見たことも聞いたこともない大猫で、尾が二股に割れていたという。

## 袖ヶ崎の大猫
袖ヶ崎の大猫（そでがさきのおおねこ）は、江戸における仙台伊達家（伊達氏宗家）知行地の一つである大崎袖ヶ崎 (武蔵国荏原郡上大崎村袖ヶ崎。現在の東京都品川区東五反田3丁目) に新設された下屋敷（大崎袖ヶ崎屋敷）にて、悪さを繰り返して討たれたという大猫の怪異譚である。
只野真葛が文化8年（1811年）に刊行した回想記『むかしばなし』の巻1に掲載されている。只野真葛の祖父・丈庵（工藤安世）が獅山公（陸奥仙台藩第5代藩主・伊達氏宗家第21代当主・伊達吉村）の隠居屋敷（仙台藩下屋敷の一つとして隠居後の吉村のために新設された、大崎袖ヶ崎屋敷のこと）に勤めていた時の話という。怪しげな出来事があったのは下屋敷の落成後間もない頃ということであるが、伊達吉村が隠居して「袖崎隠公」と呼ばれるようになるのが息子に家督を譲った寛保3年7月（西暦換算:1763年の8月か9月）以降であることとすり合わせて、ちょうどこの頃と推定できる。
怪異譚
大崎袖ヶ崎屋敷では、昼夜の別なく長屋にどこからともなく拳大の石が投げ込まれる、宿直の侍が枕返しをされる、灯火が突如として消える、蚊帳の吊り手が一斉に切れて落ちるなどといった、怪しげな出来事が相次いでいた。そのような最中のある日のこと、犬ほどもある大きな猫が長屋門の軒下あたりで眠っているのを見て近侍の者が鉄砲で撃ち殺したところ、それよりのち、妖しい出来事は起きなくなったという。

## 紀州熊野の大猫
紀州熊野の大猫（きしゅうくまののおおねこ）は、江戸時代半ばの寛延2年（1749年）に刊行された説話集『新著聞集』に収められている、江戸時代初期の大猫怪異譚である。同書の編纂者は、紀州藩士で学者の神谷養勇軒（かみや ようゆうけん）と考えられる。
怪異譚
徳川の世の初め頃、紀伊国牟婁郡熊野（紀伊国の南部地域で、上古における熊野国域。現在の和歌山県熊野市を含む広範地域）の山の中、山陰やまかげになるとある洞窟に、虎と見まごうほどの大きな獣がいたという。そやつは山里にも下りてきて狐や犬を捕えて食らうのであるが、時には人が追いかけられることまであった。そのような時は里人（山里の地元民）が鉄砲（※火縄銃）で撃つものの、素早く逃げおうせてしまうという。捕らえたのは貞享2年5月（西暦換算:1685年6月頃）のこと、ある者の仕掛けた罠にその獣が掛かったのであった。そうして獣の正体を確かめてみたところ、猪ほどにもなる大きな猫であった。

## 土岐山城守の大猫
土岐山城守の大猫（ときやましろのかみのおおねこ）は、新場老漁（大田南畝）の随筆『半日閑話』の巻16に収められている大猫怪異譚である。

## 泊り山の大猫
泊り山の大猫（とまりやまのおおねこ）は、越後国魚沼郡塩沢村（幕藩体制下の越後御料出雲崎代官所支配塩沢村。現在の新潟県南魚沼郡塩沢町）の文人・鈴木牧之が、江戸時代後期の天保8年（1837年）に著わした『北越雪譜』の初編巻之下に記されている大猫である。足跡がお盆ほどもあったという。